# オベーション・オブ・ザ・シーズ
オベーション・オブ・ザ・シーズ (MS Ovation of the Seas)は、ロイヤル・カリビアン・インターナショナルが運航するクアンタム級クルーズ客船。